# Complexe environnemental Saint-Michel

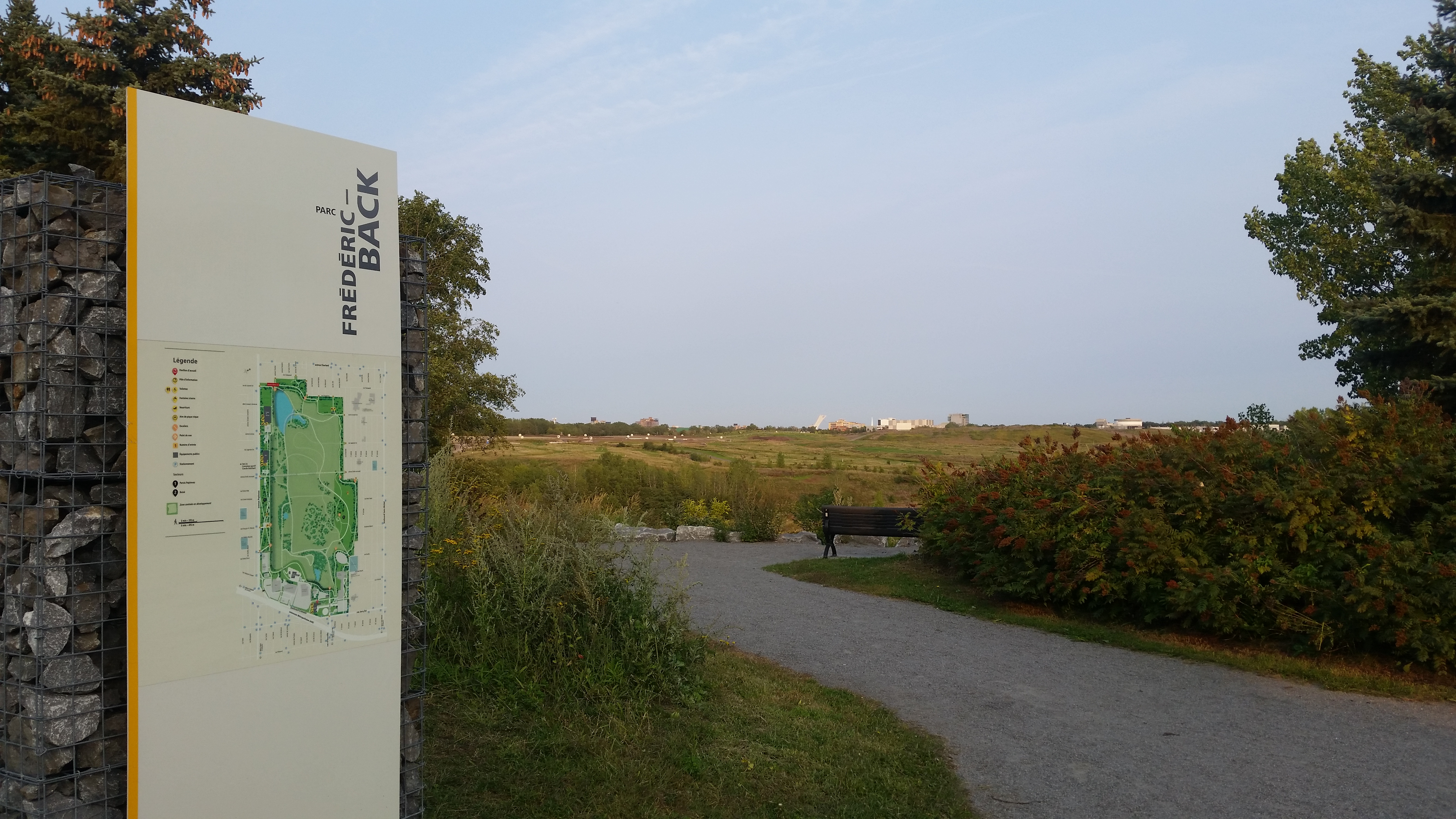

El complexe environnemental Saint-Michel es un parque metropolitano situado en el distrito de Villeray–Saint-Michel–Parc-Extension de la ciudad de Montreal, Quebec. Tiene una superficie de 192 hectáreas y se sitúa sobre una antigua cantera de caliza (llamada carrière Miron).
La ciudad de Montreal adquirió la cantera en 1988 con el fin de convertirla en un lugar de enterramiento de residuos. Desde 1995, el lugar se ha ido transformando en un enorme espacio verde urbano, hoy comparable en superficie al parque del Monte Royal.
Cerca de 75 hectáreas se utilizan para el tratamiento y eliminación de residuos. En efecto, el complejo comprende, además del parque, un centro de recuperación de materias reciclables, una central eléctrica que funciona con biogás, un lugar de elaboración de abono, así como un lugar de enterramiento.
También está situado en el complejo el Centre d'expertise sur les matières résiduelles (CEMR), dedicado a la investigación y a la aplicación de una gestión eficaz, ecológica y duradera de los materiales de desecho.